# Jean Ier de Lubin
Jean Ier de Lubin  (en polonais Jan I lubiński ) né en 1425 – après le 21 novembre 1453;, il règne conjointement avec son frère Henri X de Chojnów sur Lubin et Chojnów, ainsi que sur Brzeg à partir 1443 jusqu'en 1450 (lorsque  Brzeg est donné en gage au duc d’Opole). En 1446, Lubin est perdu au profit des ducs de Głogów et à partir de 1449, ils règnent sur Złotoryja.

## Biographie
Jean est le fils ainé de Louis III, duc de  Oława-Lubin-Chojnów  en allemand:   Ohlau-Lüben-Haynau, et de son épouse Marguerite, fille du duc Bolko IV d'Opole.
Après la mort de son père en 1441, Jean I et son jeune frère Henri X héritent conjointement des duchés de Lubin et Chojnów. Leur mère la duchesse douairière Marguerite reçoit quant à elle Oława qu'elle conserve jusqu'à sa mort en 1454. En 1446, la situation financière difficile du duché oblige les deux frères à engager Lubin au duc Henri IX l'Ancien de Glogau.
La mort le 31 octobre 1449 d'Elisabeth de Brandebourg duchesse douairière de Legnica (1436-1446/1449) qu'elle avait reçu comme Oprawa wdowia (c'est-à-dire': domaine de veuve) lors de la mort de son premier époux Louis II de Brzeg, mais remariée ensuite en secondes noces avec Venceslas Ier de Cieszyn, affaiblit leur position dans le futur duché de Legnica.
Jean Ier et Henri X sont en effet les légitimes héritiers de ces domaines comme  petits-fils du duc Henri IX de Lubin, demi-frère ainé du duc Louis II, premier époux d'Elisabeth, qui lui avait aussi  laisser en 1436 comme douaire Brzeg rétrocédé par la douairière au deux frères en 1443. Jean Ier peut également prétendre au duché de Legnica du fait de son mariage avec Hedwige, la plus jeune fille de Louis II de Brzeg et d'Elisabeth de Brandebourg.
Les deux frères ne réussissent cependant pas à prendre possession de leur patrimoine car peu après la mort d'Elisabeth la noblesse locales se révolte contre le gouvernement des Piast et demande l'aide de l'Empereur Sgismond de Luxembourg, également roi de Bohême qui place immédiatement les deux duchés sous le gouvernement direct du royaume de Bohême. Un an plus tard en 1450 la même situation financière catastrophique oblige les deux ducs conjoints  à engager Brzeg à leur oncle maternel Nicolas Ier d'Opole.
En 1452 Henri X de Chojnów meurt sans alliance ni postérité et laisse son frère Jean Ier comme seul duc de Chojnów cependant ce dernier meurt dix-huit mois plus tard.

## Union et postérité
En février 1445 Jean Ier épouse Hedwige (née vers 1433 – V 21 octobre 1471), fille de Louis II de Brzeg et d'Élisabeth de Brandebourg. Ils ont un fils unique:
- Frédéric Ier de Legnica.

## Article lié
- Duché de Silésie

## Sources
- (en) Cet article est partiellement ou en totalité issu de l’article de Wikipédia en anglais intitulé « John I of Lüben » (voir la liste des auteurs), édition du 6 juillet 2014.
- (en) & (de) Peter Truhart, Regents of Nations, K. G Saur Münich, 1984-1988 (ISBN 359810491X), Art. « Liegnitz (Pol. Legnica) + Goldberg », p.  2451-2452 & « Brieg (Pol. Brzeg » p. 2448-2449
- (de) Europäische Stammtafeln Vittorio Klostermann, Gmbh, Francfort-sur-le-Main, 2004  (ISBN 3465032926),  Die Herzoge von Schlesien, in Liegnitz 1352-1596, und in Brieg 1532-1586 des Stammes der Piasten  Volume III Tafel 10.